# Dolînivka (Mîkolai-Pole), Zaporijjea
Dolînivka (în ucraineană Долинівка) este un sat în comuna Mîkolai-Pole din raionul Zaporijjea, regiunea Zaporijjea, Ucraina.

## Demografie
Componența lingvistică a localității Dolînivka
     Ucraineană (85,19%)
     Rusă (14,81%)
Conform recensământului din 2001, majoritatea populației localității Dolînivka era vorbitoare de ucraineană (85,19%), existând în minoritate și vorbitori de rusă (14,81%).